# 2024年世界水泳選手権コートジボワール選手団
2024年世界水泳選手権コートジボワール選手団は、2024年2月2日から2月18日までカタールのドーハで開催された第21回世界水泳選手権のコートジボワール選手団、およびその競技結果。

## 選手団
- 人員: 選手 2人

## 選手名簿・結果
| 選手               | 種目              | 予選   | 予選  | 準決勝   | 準決勝   | 決勝     | 決勝     |
| 選手               | 種目              | 結果   | 順位  | 結果     | 順位     | 結果     | 順位     |
| ------------------ | ----------------- | ------ | ----- | -------- | -------- | -------- | -------- |
| チャールズ・アヴィ | 男子50m自由形     | 27秒21 | 97位  | 予選敗退 | 予選敗退 | 予選敗退 | 予選敗退 |
| チャールズ・アヴィ | 男子50mバタフライ | 30秒19 | 62位  | 予選敗退 | 予選敗退 | 予選敗退 | 予選敗退 |
| アシタ・ディアラ   | 女子50m自由形     | 41秒35 | 106位 | 予選敗退 | 予選敗退 | 予選敗退 | 予選敗退 |
| アシタ・ディアラ   | 女子50m背泳ぎ     | 58秒14 | 55位  | 予選敗退 | 予選敗退 | 予選敗退 | 予選敗退 |